# Хоик

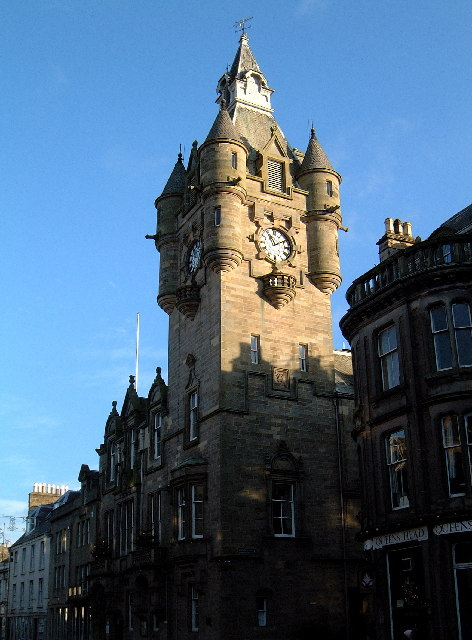
Здание муниципалитета

Хо́ик (англ. Hawick; шотландский Haaick; гэльский: Hamhaig) — город в Шотландии в области Скоттиш-Бордерс и историческое графство Роксбургшир на востоке Южного нагорья Шотландии.

## Расположение
Находится в 10 милях (16,1 км) к юго-западу от Джедбурга и в 8,9 миль (14,3 км) к юго-юго-востоку от Селкирка. Это один из самых удаленных от моря городов в Шотландии, в самом сердце Тевиотдейла и самый большой город в бывшем графстве Роксбургшир. Архитектура Хоуика отличается тем, что в ней много зданий из песчаника с шиферными крышами. Город находится у слияния реки Слитриг с рекой Тевиот. Здесь также проводится ежегодный фестиваль фильмов об алхимии и движущихся изображений.

## Достопримечательности
- В западной части города находятся развалины шотландско-норманнского замка;
- В центре Хай-стрит находится ратуша в шотландском баронском стиле, построенная в 1886 году;
- В восточной части города установлена конная статуя (1914), известная как «Лошадь»;
- Башня Драмланриг (ныне музей) датируется серединой 16 века;
- памятник  the Turning of the Bull (2009, художница Анжела Хантер, Иннерлейтен). На памятнике изображен Уильям Рул, поворачивающий дикого быка в момент, когда тот атаковал короля Роберта Брюса, тем самым спасая жизнь короля и создавая шотландский клан Тернбулл. Этому историческому событию посвящено стихотворение Джона Лейдена: «Его руки крепки, стойкий охотник обвил его изогнутые рога и согнул вверх, с извивающейся силой его шея повернулась и свергла задыхающееся чудовище на землю, сокрушив с огромной силой его костлявый череп; и придворные приветствовали человека, который повернул быка ".

## Экономика

###### Компании, имевшие (имеющие) производственные предприятия в Хоуике
- William Lockie;
- Hawick Cashmere;
- Hawick Knitwear;
- Johnstons of Elgin;
- Lyle & Scott;
- Peter Scott;
- Pringle of Scotland;
- Scott and Charters.

Они производят изделия из кашемира и шерсти мериноса. Первая вязальная машина была доставлена в Хоуик в 1771 году Джоном Харди и опирлась на имевшуюся торговую площадку по производству ковров. Штаб-квартира инженерной фирмы Тернбулл и Скотт располагалась в здании, построенном в елизаветинском стиле, на Коммершл-роуд, прежде чем переехать в Бернфут.
В последнее время проблемой в Хоуике была безработица, и в период с 2014 по 2017 год количество претендентов на пособие по безработице оставалось выше, чем в целом по Шотландии. Закрытие некогда значимых предприятий, в том числе таких заводов, как Peter Scott и Pringle, повлияло на количество рабочих мест в городе, и частично из-за этого численность населения сократилась, составив 13 730 человек в 2016 году, что является самым низким показателем. уровень с 1800-х годов.

## Уровень жизни населения
Несмотря на усилия по улучшению экономической ситуации, безработица и бедность остаются относительно важными проблемами в городе, при этом количество детей, живущих в бедности, в Хоике на 10% выше, чем в среднем по региону (2017). Ожидается, что такие события, как новый центральный деловой центр, супермаркет Aldi, и ликеро-водочный завод, которые открылись в 2018/19 годах, принесут пользу Хоику. Несмотря на это, продолжающееся закрытие предприятий, например Homebase и Original Factory Store в 2018 году, свидетельствует о продолжающемся экономическом спаде в  городе.

## Культурные традиции
В городе проводится ежегодный Common Riding, который сочетает в себе объезд границ земли города по случаю ознаменования победы местного населения над англичанами в 1514 году.
Люди из Хоуика называют себя «Teries», в честь традиционной песни, которая включает строку «Teribus ye teri odin».

## Выдающиеся люди города

### деятели искусства и литературы
- Dame Isobel Baillie (1895–1983), певец;
- Brian Balfour-Oatts (born 1966), продюсер;
- Sir John Blackwood;
- Brian Bonsor (1868–1948), композитор;
- Andrew Cranston (born 1969), художник;
- Will H. Ogilvie (1869–1963), поэт;
- Anne Redpath (1895–1965), художник;
- John Renbourn (1944–2015), музыкант;
- Henry Scott Riddell (1798–1870), писатель;
- Francis George Scott (1880–1958), композитор;
- Douglas Veitch (born 1960), музыкант;
- William Landles (1923–2016), художник;
- Peter McRobbie (born 1943), артист.

### журналисты
- Bill McLaren (1923–2010), спортивный журналист.